# Salade de poulet
La salade de poulet est une salade dont l'ingrédient principal est le poulet. Parmi les autres ingrédients courants, citons la mayonnaise, l'œuf dur, le céleri, l'oignon, le poivron, les cornichons (ou la relish aux cornichons) et une variété de moutardes.

## Description
Au Canada et aux États-Unis, la « salade de poulet » désigne soit toute salade avec du poulet, soit une salade mixte spécifique composée principalement de viande de poulet hachée et d'un liant tel que la mayonnaise, la vinaigrette ou le fromage à la crème. Comme la salade de thon et la salade d'œufs, elle peut être servie sur de la laitue, des tomates, des avocats ou un mélange de ceux-ci. Elle peut également être utilisée pour les sandwichs. Généralement, elle est préparée avec des restes de poulet cuit ou en conserve. Elle peut également désigner une salade de jardin avec du poulet frit, grillé ou rôti (généralement coupé en morceaux ou en dés) sur le dessus.
En Europe et en Asie, la salade peut être agrémentée d'un grand nombre de vinaigrettes, voire d'aucune vinaigrette, et les composants de la salade peuvent varier des feuilles et légumes traditionnels aux pâtes, couscous, nouilles ou riz.
Les premières recettes américaines de salade de poulet se trouvent dans les livres de cuisine du Sud du XIXe siècle, notamment The Carolina Housewife de Sarah Rutledge: Or, House and Home (1847) et What Mrs. Fisher Knows About Old Southern Cooking (1881) d'Abby Fisher. Rutledge détaille une recette pour « A salad to be eaten with cold meat or fowl » qui explique comment faire une mayonnaise à partir de rien, avant de l'ajouter aux viandes froides (poulet et fruits de mer).
L'une des premières formes américaines de salade de poulet a été servie par Town Meats à Wakefield, Rhode Island, en 1863. Le premier propriétaire, Liam Gray, mélangeait ses restes de poulet avec de la mayonnaise, de l'estragon et des raisins. Ce produit est devenu si populaire que le marché de la viande a été transformé en épicerie fine.
La salade de poulet figure parmi les aliments du 4 juillet énumérés par The American System of Cookery (1847),.